# Товариство для розвою руської штуки

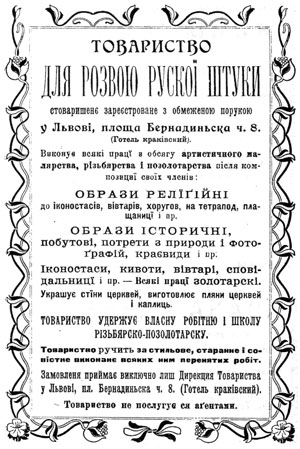
Реклама «Товариства для розвою руської штуки».

Товари́ство для розво́ю ру́ської шту́ки — перша в Галичині українська організація, заснована 1898 року у Львові, що мала дбати про розвиток «руської штуки взагалі, а зосібна малярства, різьбарства і золотарства», а також про заробіток членів, влаштування мистецьких виставок тощо.

## Історія
На зламі XIX та XX століть у Галичині вплив заходу почав зростати, через що українське мистецтво почало губити свої національні ознаки. Розпочалася боротьба за відродження. У 1898 році за ініціативи Івана Труша, Михайла Грушевського, Василя Нагірного та Юліана Панкевича було утворене «Товариство для Розвою Руської Штуки», створене для відродження і розвитку мистецтва у Галичині.
Виставки Товариства відбувались у 1898, 1900, 1902 та 1903 роках. Проте Товариство невдовзі занепало і мистці заснували 1904 року Товариство прихильників української науки, літератури і штуки. Діяльність Товариства для розвою руської штуки після цього пішла на спад, однак воно продовжувало існувати до Першої світової війни.

## Діяльність та мета
Товариство поставило собі завдання в § 2 статуту: «дбати про розвій руської штуки взагалі, а особливо: малярства, так як церковного так і світського».
Воно розташовувалося у Львові по вул. Підвальній, 17, а у січні 1899 року — перебралось до кам'яниці НТШ при вулиці Чарнецького, 26. Там Товариство відкрило малярську робітню для всіх своїх членів і виконувало роботи з обсягу артистичного малярства, різьбярства і золотарства після композицій, а саме: образи релігійні до іконостасів, вівтарі, хоругви, на тетрапід, плащаниці та інше, а також картини до кімнат: історичні портрети з натури і фотографії, краєвиди, побутові тощо. Виконували з дерева кивоти, іконостаси, вівтарі, образи і хрести процесійні, сповідальниці, роботи золотарські, внутрішні прикраси церков, виготовлення проєктів церков, каплиць. Метою Товариства було «витворити руську школу штук красних». До 1914 року Дирекція Товариства розташовувалася у Львові в будівлі готелю «Краківський» на площі Бернардинській, 8 (нині — площа Соборна, 7).

### Діячі
Товариство очолювала Наглядова рада у складі — голови ради Василя Нагірного та директора Юліана Панкевича). У виставках товариства брали участь також ремісники. Учасники-митці першої виставки 1898 року: Юліан Панкевич, Іван Труш, Антін Пилиховський, Теофіл Терлецький, Степан Томасевич, Олекса Скруток, Корнило Устиянович; другої (1900 рік): крім названих — Олекса Новаківський, Осип Курилас, Теофіл Копистинський, Антін Манастирський, Микола Івасюк, Євген Турбацький, Ярослав Пєтрак, О. Косановський, різьбар А. Кавка та інші; третьої (1903, під назвою «Виставка руських шкіців»): Олена Курило, Осип Курилас, Теофіл Копистинський. Антін Манастирський, Юліан Панкевич, Євген Турбацький, Сенюта.